# Mamuju

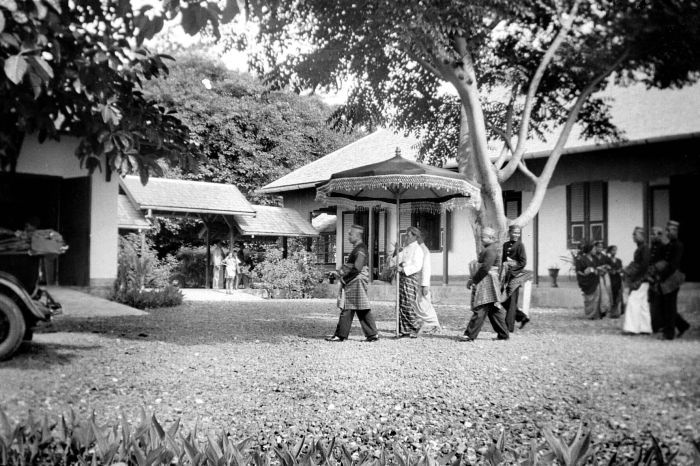
Le prince de Balanipa se rend à la demeure de l' assistent-resident de Mamuju (1938)

Mamuju est une ville d'Indonésie située sur la côte occidentale de l'île de Célèbes, sur le détroit de Makassar. C'est la capitale de la province de Sulawesi occidental, créée en 2004 par séparation de celle de Sulawesi du Sud.
Mamuju est également le chef-lieu du kabupaten homonyme.

## Population et langue
Les Mamuju proprement dits étaient 60 000 en 1991. Leur langue appartient au sous-groupe Nord du groupe méridional du rameau des langues sulawesiennes de la branche malayo-polynésienne des langues austronésiennes. À ce sous-groupe du nord appartiennent également, notamment les langues mandar et toraja-sa'dan.
(en) Fiche langue [mqx] dans la base de données linguistique Ethnologue. : "Mamuju"

## Archéologie
Dans la région amont du fleuve Karama, on a découvert de nombreux objets que l'on pense avoir été fabriqués par des populations austronésiennes.

## Tourisme
Mamuju est le point de départ de la course nautique annuelle "Sandeq Race".